# Головний проспект (фільм)
«Головний проспект» — радянський чорно-білий художній фільм режисера Леоніда Естріна, знятий в 1956 році на Київській кіностудії художніх фільмів.
Прем'єра фільму відбулася 20 квітня 1956 року.

## Сюжет
Молоді архітектор Олександр Гриценко і винахідник Віктор Береговий готуються до конкурсу на кращий архітектурний проєкт головного проспекту одного з великих міст України. Береговий виступив з ініціативою будувати будинки з нового матеріалу — стеноліту. Професор Сотін, вчитель Берегового, не вірить у новий матеріал. Після сварки з професором, Берегової йде з інституту. Нареченій Віктора, Вірі, здається, що це кінець його «кар'єри». Вона приймає залицяння більш «надійного» Олександра Гриценка, який став головним архітектором міста. Але Береговий не відмовляється від своєї ідеї і продовжує проводити досліди по створенню стеноліту. Йому на допомогу приходить колега — інженер Галина, яка і знайшла причину невдач дослідів. Доля головного проспекту була вирішена — він буде будуватися з нового будівельного матеріалу.

## В ролях
- Микола Тимофєєв — Віктор Береговий
- Володимир Балашов — Олександр Гриценко
- Олена Ізмайлова — Ольга Гриценко
- Алла Ларіонова — Віра, науковий співробітник
- Галина Ільїна — Галина, інженер
- Олексій Максимов — Голубєв, секретар обкому партії
- Дмитро Мілютенко — Лобода, директор цегельного заводу
- Костянтин Михайлов — Зеленцов, працівник міністерства
- Наталія Наум — Зіна
- Михайло Романів — професор Сотін
- Євген Тетерін — Рудаков, архітектор
- Олег Борисов — епізод
- Валерія Драга-Сумарокова — епізод
- Валентина Телегіна — епізод
- Віктор Халатов — епізод
- Віктор Цимбаліст